# Gavrila Ignjatović
L'higoumènia Gavrila (en serbe cyrillique : Гаврила, nom séculier Ravijojla Ignjatović, en serbe cyrillique : Равијојла Игњатовић), né le 15 octobre 1920 à Čukojevac (royaume de Serbie) et mort le 10 janvier 2005 au monastère de Ravanica à Ćuprija en Serbie, elle était religieuse de l'Église orthodoxe serbe et la plus célèbre abbesse du monastère de Ravanica, dans l'éparchie de Braničevo dont elle a été l'aînée pendant 48 ans.

## Biographie
L'abbesse Gavrila est née le 15 octobre 1920 dans le village de Čukojevac près de Kraljevo, dans la riche famille paysanne de Stanimir et Poleksija Ignjatović. Au baptême, elle s'appelait Ravijojla.
Il entra au monastère de Temska près de Pirot, le 15 juillet 1932, où il resta jusqu'en 1946. Elle a été ordonnée rasofor le 2 février 1946 au monastère de Ravanica et au rang de shima mineure le 16 mai 1956, également au monastère de Ravanica près de Ćuprija, par l'évêque de Pozarevac-Braničevo, Hrizostom Vojinović.
Après le décès de l'abbesse Jefimija Mićić, elle a été nommée abbesse du monastère de Ravanica le 6 août 1958. par décision de l'évêque Chrysostome.
Elle mourut 10 janvier 2005 au monastère de Ravanica. Le métropolite Nikolaj Mrđa de Dabrobosna, l'évêque Ignatije Midić de Braničevo et Jovan de Šumadija ont célébré les funérailles en présence de nombreux membres du clergé, moines et admirateurs de Mère Gavrila. Elle a été enterrée dans la porte du monastère de Ravanica.

## Sources et références
1. ↑  (sr) Beba P. каже, « МАНАСТИРСКА КЛЕТВА », sur Душан Стаменковић,‎ 6 décembre 2019 (consulté le 2 juillet 2022)
2. ↑  (bs) « Manastir Ravanica | Manastiri u Srbiji », sur manastiriusrbiji.com, 2 février 2015 (consulté le 2 juillet 2022)
3. ↑  (sr) avokado, « Манастир Раваница », sur Храм Светог Саве (consulté le 2 juillet 2022)